# Fuente el Saúz
Fuente el Saúz è un comune spagnolo di 279 abitanti situato nella comunità autonoma di Castiglia e León.